# Fourier (månekrater)
Fourier er et nedslagskrater på Månen. Det befinder sig på den sydlige halvkugle på Månens forside. Kraterranden er næsten cirkulær, men på grund perspektivisk forkortning ser Fourier ovalt ud, når det ses fra Jorden. Det er opkaldt efter den franske matematiker Jean Bernard Joseph Fourier (1768 – 1830).
Navnet blev officielt tildelt af den Internationale Astronomiske Union (IAU) i 1935.

## Omgivelser
Fourierkrateret ligger lige sydøst for Vietakrateret. Mod nordøst ligger Mare Humorum.

## Karakteristika
Bortset fra den nord-nordvestlige side er den ydre rand ikke særlig eroderet. Satellitkrateret "Fourier B" ligger langs den østlige rand og indre side. Kratervæggen er forholdsvis bred og er skredet lidt ned omkring kanten, hvilket har dannet en hylde nær omkredsen. Kraterbundens diameter er lige over halvdelen af randens, og bunden er relativt jævn, men med et lille krater vest for dens midtpunkt og et andet nær den nordøstlige rand.

## Satellitkratere
De kratere, som kaldes satellitter, er små kratere beliggende i eller nær hovedkrateret. Deres dannelse er sædvanligvis sket uafhængigt af dette, men de får samme navn som hovedkrateret med tilføjelse af et stort bogstav. På kort over Månen er det en konvention at identificere dem ved at placere dette bogstav på den side af satellitkraterets midte, som ligger nærmest hovedkrateret. Fourierkrateret har følgende satellitkratere:
| Fourier | Længde  | Bredde  | Diameter |
| ------- | ------- | ------- | -------- |
| A       | 30,2° S | 49,5° V | 32 km    |
| B       | 30,5° S | 52,0° V | 11 km    |
| C       | 28,5° S | 51,9° V | 14 km    |
| D       | 31,5° S | 50,4° V | 21 km    |
| E       | 28,7° S | 50,1° V | 14 km    |
| F       | 28,8° S | 52,7° V | 14 km    |
| G       | 29,4° S | 51,7° V | 11 km    |
| K       | 30,0° S | 54,2° V | 10 km    |
| L       | 30,2° S | 52,6° V | 5 km     |
| M       | 30,4° S | 53,1° V | 4 km     |
| N       | 33,5° S | 56,4° V | 10 kV    |
| P       | 31,0° S | 54,9° V | 9 km     |
| R       | 34,2° S | 51,2° V | 9 km     |

## Måneatlas
- Billeder af Fourierkrateret i LPI-måneatlasset